# Selskabet for Kirkelig Kunst
Selskabet for Kirkelig Kunst er en dansk forening, stiftet 1926, der har til formål at rådgive om danske kirkers udstyr og kunstneriske udsmykning.
Selskabets formålsparagraf lyder: "Selskabets formål er at genoplive og videre udvikle vor Kirkes gamle kunstneriske Kultur og derved vække det danske Folks Sans for god kirkelig Kunst."
Dette "private, selvejende, statsunderstøttede" selskab skal ifølge vedtægterne udgøres af 18 medlemmer af udøvende kunstnere og arkitekter, museumsfolk og repræsentanter for kirkelige myndigheder, præstestanden og menighederne. Selskabets fundats blev vedtaget 1926 og stadfæstet af kong Christian 10. den 2. april 1927.